# Артем Чех
Арте́м Чех (справжнє ім'я — Артем Олександрович Чередник, * 13 червня 1985, Черкаси) — український письменник, військовослужбовець Збройних сил України.

## Біографічні відомості
Народився 13 червня 1985 року в Черкасах. З 2002 року мешкав у Києві. З грудня 2008 року — у с. Мрин Чернігівської області. З 2012 — знову у Києві. За освітою соціолог та за фахом не працював. Має досвід роботи актором Черкаського драматичного театру, охоронцем, продавцем, промоутером, журналістом, копірайтером, художником-моделмейкером і старшим стрільцем та навідником БТР у лавах Збройних Сил України.
2007 року став переможцем другого конкурсу від видавництва «Фоліо» «Міський молодіжний роман».
Окремі твори Артема Чеха були перекладені німецькою, англійською, польською, чеською, російською мовами та видані у зарубіжних періодичних виданнях та альманахах. Серед головних складових його творів: сюрреалізм, гротеск, філософія, літературні експерименти і автобіографічність.
Дружина — Ірина Цілик. Син — Андрій (2010).
З травня 2015 по липень 2016 — солдат Збройних Сил України. 2022 року, з початком повномасштабного вторгнення російських військ на територію України, повернувся до лав ЗСУ.

## Книги
- Цього ви не знайдете в Яндексі (Харків, «Фоліо», вересень 2007)
- Киня (Київ, «Факт» (серія «Поза фокусом»), вересень 2007)
- Анатомічний Атлас. Важко бути жабою (Харків, «Фоліо», квітень 2008)
- Пластик (Харків, «Фоліо», травень 2008)
- Doc 1 (Харків, «Фоліо», квітень 2009)
- Сині двері зліва (Харків, «Фоліо», 2009)
- Письменники про футбол (Харків: «Клуб сімейного дозвілля», 2011) (у співавторстві)
- Рожеві сиропи (Харків, «Фоліо», 2012)
- Awesome Ukraine (співавторство з Іриною Цілик) (Київ, «Основи», 2012)
- Історія мотоспорту в Україні (Київ, «Основи», 2012)
- 94 дні. Євромайдан очима ТСН  (Київ, «Основи», 2014) (у співавторстві)
- Війна очима ТСН (Київ, «Основи», 2015) (головний редактор)
- Точка нуль (Харків, «Vivat», 2017)
- Район «Д» (Чернівці, «Meridian Czernowitz», 2019)
- На великій землі (Київ, «Видавництво», 2021)
- Хто ти такий? (Чернівці, «Meridian Czernowitz», 2021)
- Пісня відкритого шляху (Чернівці, «Meridian Czernowitz», 2024)
- Гра в перевдягання (Чернівці, «Meridian Czernowitz», 2025)

## Відзнаки
- У 2007 році з книжкою «Цього ви не знайдете в Яндексі» став переможцем всеукраїнського конкурсу «Міській молодіжний роман».[джерело?]
- Премія ЛітАкцент року 2017 року в категорії «есеїстика» за книжку «Точка нуль».[джерело?]
- Лауреат премії Воїн Світла 2018 року за книжку «Точка нуль».[джерело?]
- Лауреат Літературної премії Гоголя 2018 року за книжку «Точка нуль»[6].
- У жовтні 2019 отримав спецвідзнаку Черкаського книжкового фестивалю за книгу «Район „Д“»[7].
- У листопаді 2019 став лауреатом Літературної премії імені Джозефа Конрада-Коженьовського[8].
- Фіналіст премії Ришарда Капусцінського за літературний репортаж 2019 за книжку «Точка нуль».[джерело?]
- Премія Книга року BBC-2021 за роман «Хто ти такий?» (Meridian Czernowitz)[9].

- У 2021 році оповідання «У нашу річницю десь на Донбасі» зі збірки «Точка нуль» ввійшла до списку найкращих 30 оповідань незалежної України за версією Радіо NV.[джерело?]
- У 2023 році переможець Премії року "Української Правди" в номінації "Митець року".

### Рецензії
- Літакцент. Чех і Черкаси: історія однієї любові [Архівовано 28 листопада 2019 у Wayback Machine.]
- Дивитися на ворога: воєнна проза Артема Чеха [Архівовано 28 листопада 2019 у Wayback Machine.]
- Завен Баблоян. «Точка нуль» Чеха: книжка, що розвертає обличчям до нас самих [Архівовано 8 лютого 2020 у Wayback Machine.]
- Лівий берег. Перебування на нулі [Архівовано 7 серпня 2017 у Wayback Machine.]

1. ↑  Не злі, але агресивні: як дорослішають персонажі нового роману Артема Чеха. chytomo.com (укр.). 28 листопада 2021. Архів оригіналу за 4 березня 2022. Процитовано 4 березня 2022.